# اکسیتانیا
اکسیتانیا (اکسیتان: Occitània) منطقه‌ای تاریخی در جنوب اروپا است که زبان اکسیتان در گذشته زبان اصلی آن بوده‌است. این منطقه فرهنگی تقریباً یک‌سوم جنوبی فرانسه، بخش‌هایی از اسپانیا (دره آران)، موناکو و بخش‌های کوچکی در ایتالیا (دره‌های اکسیتان، گواردیا پیمونتزه) را در بر می‌گیرد.